# Takatsukasa Sukehiro
 Takatsukasa Sukehiro (鷹司 輔煕 1807 – noviembre de 1878?) fue un kuge (cortesano) que actuó de regente a finales de la era Edo.
Ocupó la posición de kanpaku del Emperador Kōmei en 1863.
Fue el hijo del también regente Takatsukasa Masamichi. Tras la muerte, con 19 años, de su hijo biológico Takatsukasa Sukemasa, adoptó a un hijo de Kujō Hisatada, Takatsukasa Hiromichi.
En agosto de 1872 se retiró de la corte y fallecería en 1878.